# Eni
Eni SpA phát âm tiếng Ý: [ˈɛːni] (NYSE:  E) là một công ty đa quốc gia dầu và khí đốt của công ty.Eni hiện diện tại 70 quốc gia, và hiện tại là công ty công nghiệp lớn nhất của Italy. Nó có một vốn hóa thị trường của 87,700,000,000 € euro (Mỹ $ 138 tỷ), tính đến ngày 24 tháng 7 năm 2008.  Chính phủ Italia đang sở hữu 30% cổ phần vàng trong công ty. Cổ phần Golden là cổ phần đặc biệt cho phép chính phủ kiểm soát một công ty. 20% cổ phần được nắm giữ qua Kho bạc Nhà nước và 10% được tổ chức thông qua Cassa depositi e prestiti (một ngân hàng chủ yếu thuộc sở hữu của Bộ Kinh tế và Tài chính của Ý).
Tên gọi "ENI" ban đầu là chữ viết tắt của "Ente Nazionale Idrocarburi" (Cơ quan Hydrocarbons Quốc gia). Tuy nhiên, qua nhiều năm sau khi thành lập, nó đã hoạt động trong nhiều lĩnh vực bao gồm hợp đồng, năng lượng hạt nhân, khai thác mỏ, hóa chất và nhựa, lọc khí/khai thác và phân phối, ngành công nghiệp khách sạn và thậm chí cả ngành công nghiệp dệt may và tin tức.
Eni liên tục đứng trong top 100 của Fortune Global 500 danh sách cho các công ty lớn nhất theo doanh thu. Năm 2016, công ty đứng thứ 65, giảm 40 bậc so với xếp hạng 25 năm trước.
Về phần vốn cổ phần (giá trị thị trường của cổ phiếu), Eni đứng thứ sáu so với các công ty chính hoạt động trong cùng lĩnh vực: Exxon, Shell, Chevron, Total, BP, ConocoPhillips, Statoil, Anadarko, Apache và Marathon Oil.
Vào tháng 7 năm 2017, công ty dầu mỏ này đã nhận trách nhiệm về sự cố tràn dầu ảnh hưởng đến bờ biển Fylde của Blackpool tại Anh.

## Lịch sử

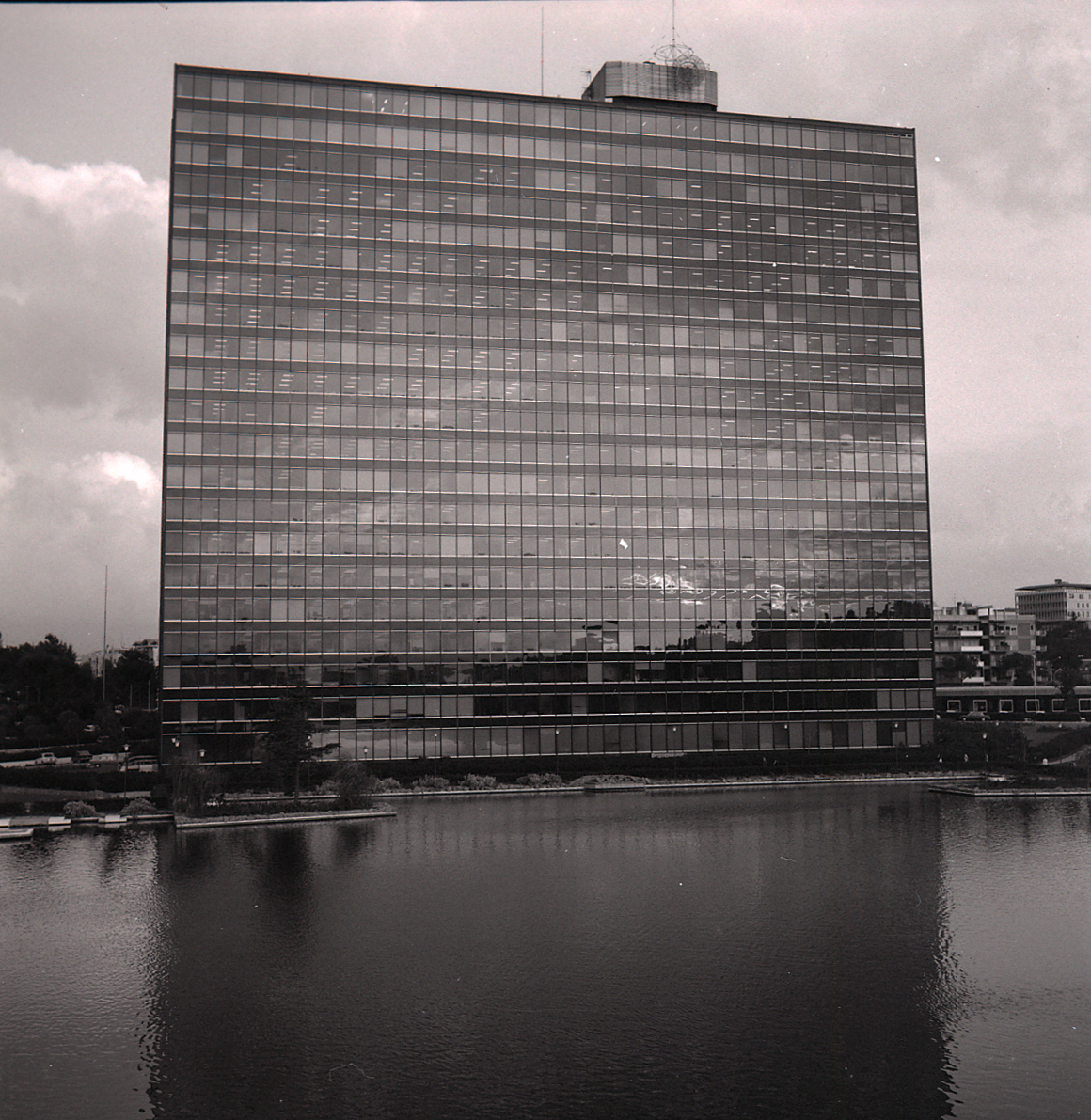
Palazzo ENI, Rome, được xây dựng từ 1959-1962. Ảnh của Paolo Monti, 1967.

Agip bắt đầu vào năm 1926. Sau Thế chiến II, Enrico Mattei được bổ nhiệm làm Quản trị viên Đặc biệt để đóng Agip. Với việc phát hiện ra mỏ khí Caviaga ở Thung lũng Po, quá trình đóng Agip đã bị dừng lại. Enrico Mattei đã biến nó thành một nhà nước độc quyền (một công ty không có cạnh tranh), và đổi tên thành Eni. Eni đến từ tên đầy đủ của công ty Ente Nazionale Idrocarburi (Cơ quan Hydrocarbons Quốc gia). Eni đã cung cấp năng lượng cho Ý và góp phần vào sự phát triển công nghiệp của đất nước.
Eni quyết định rằng khí đốt tự nhiên sẽ cung cấp năng lượng cần thiết từ cuộc khủng hoảng của lệnh cấm vận dầu năm 1973. Họ nhập khẩu khí đốt từ Liên Xô và Hà Lan. Snam đã bắt đầu tuyến đường ống xuyên Địa Trung Hải, chuyển khí từ mỏ Hassi-R-Mel ở Algeria đến thung lũng Po. Các đường ống dẫn khí là hơn 2.500 km hoặc dài 1550 dặm. Nó bắt đầu ở sa mạc Algeria và vượt qua Tunisia. Sau đó băng qua Kênh Sicilian ở độ sâu trên 650 mét hoặc 2100 feet. Tiếp theo nó đi qua Sicily và lên chiều dài của toàn bộ bán đảo Ý.
Trong những năm 1990, Eni đã thay đổi từ một công ty đại chúng thành một công ty cổ phần. Phần lớn vốn cổ phần của Eni đã được đưa ra thị trường trong bốn lần công bố liên tiếp. Công việc quốc tế của Agip đã tăng lên khi các công ty mới mua lại ở Algeria, Trung Quốc, Angola, Bắc Hải và Ai Cập. Các thỏa thuận mới được ký kết với Kazakhstan, Azerbaijan và dầu nước sâu Nigeria và Angola. Eni kết hợp Agip và trở thành một nhà sản xuất dầu khí. Sản lượng dầu hằng ngày của Eni đạt mức tương đương 1 triệu thùng dầu.

## Các hoạt động

### Thăm dò và sản xuất
Do việc khai thác và thay thế dự trữ là động lực chủ yếu của công ty, Eni tăng cường sản xuất trong các lĩnh vực dầu mỏ cốt lõi (Bắc và Sub-Saharan Châu Phi, Venezuela, Barents Sea, bán đảo Yamal, Kazakhstan, Irac và Far East). Eni có khoảng 130 công ty thăm dò và sản xuất, như Eni Norge.

### Khí và điện

#### Khí tự nhiên
Năm 2012, lượng khí đốt tự nhiên đạt 95,32 tỷ m3, giảm 1,44 tỷ m3 so với năm 2011.
Tổng thể Eni cung cấp 2.600 khách hàng bao gồm các công ty lớn, các công ty phát điện, bán sỉ và phân phối khí tự nhiên cho ô tô sử dụng. Người sử dụng ở nhà là 7.45 triệu và bao gồm các hộ gia đình, các chuyên gia, các doanh nghiệp vừa và nhỏ, và các cơ quan công cộng nằm trên khắp Italy và 2.09 triệu khách hàng ở các nước Châu Âu. Bán hàng quốc tế bao gồm bán đảo Iberia, Đức, Áo, Benelux, Hungary, Anh / Bắc Âu, Thổ Nhĩ Kỳ, Pháp thị trường.

#### Nhà máy điện khí đốt tự nhiên
- Brindisi – 1321 MW
- Ferrara – 61 MW
- Ferrera Erbognone – 1030 MW
- Livorno – 199 MW
- Mantua – 836 MW
- Ravenna – 972 MW
- Taranto – 300 MW

#### Nhà máy điện quang
- Nettuno – 30 MW

#### Kỹ thuật và Xây dựng
Eni hoạt động về kỹ thuật, xây dựng và khoan dầu ngoài khơi và trên bờ cho ngành công nghiệp dầu khí thông qua công ty con Saipem.
Vào tháng 4 năm 2012, Eni hợp tác với ZEiTECS đã công bố hệ thống ESP đầu tiên trên thế giới có thể thu hồi / không dây cho Eni Congo.

## Công ty con
Các công ty con của Eni bao gồm:
- Eni Gas & Power[20] (100% sở hữu) - một công ty khí đốt tự nhiên có trụ sở tại Bỉ do sáp nhập Distrigas và Nuon Belgium
- Versalis [fr] là một công ty hóa chất quản lý sản xuất và tiếp thị các sản phẩm hóa dầu như olefin, chất thơm và các chất trung gian (chất cơ bản), styrenes, chất đàn hồi và polyethylene, trong những năm gần đây tập trung vào các chất hóa học, cũng có thể dựa vào một loạt các công nghệ độc quyền, các cơ sở nhà máy tiên tiến và mạng lưới phân phối rộng khắp.
- Saipem (43% sở hữu) - Saipem là nhà thầu dầu khí. Saipem đã ký hợp đồng về dịch vụ kỹ thuật, mỏ dầu và xây dựng ngoài khơi và trên bờ thông qua một số đường ống, bao gồm Blue Stream, Greenstream, Nord Stream và South Stream. Nó là một công ty con được niêm yết trên Sở Giao dịch Chứng khoán Ý.
- Eni Anh - thực hiện các hoạt động ở phần Anh của Biển Bắc, trong biển Ailen và ngoài khơi bờ biển quần đảo Shetland. Đã hoạt động tại Anh từ năm 1964. Trong năm 2006, sản lượng ròng trung bình của Eni Anh, lượng khí hydrocarbon thải ra ngoài hơn 141.000 boe / d.[21]
- Eni Ấn Độ dự kiến sẽ bắt đầu khoan tại khu vực nước sâu 2, gần quần đảo Andaman và Nicobar trong quý 2 năm 2011 vì nó đã được gia hạn thêm 2 năm để hoàn thành chương trình khoan. Chương trình đã bị trì hoãn do các vấn đề môi trường khác nhau và sự khan hiếm của dầu mỏ. ENI Ấn Độ đã giành được khối này trong năm 2005 và các đối tác với ONGC và GAIL Ấn Độ.[22]

## Tranh cãi
Vụ xì căng đan của Tập đoàn Năng lượng Trung ương Italia năm 2005 liên quan đến Eni và Gazprom. Eni là một trong hai công ty được lựa chọn để cung cấp khí tự nhiên cho Ý. Thủ tướng Ý Silvio Berlusconi là bạn thân của một trong những chủ sở hữu chính của Eni. Nghị viện Ý hủy bỏ hợp đồng.
Trong năm 2009, Ủy ban Châu Âu đã đưa ra các cáo buộc chống độc quyền chính thức chống lại Eni. Ủy ban này tin rằng Eni đã âm mưu (dự kiến) để giữ cho các đối thủ cạnh tranh sử dụng đường ống dẫn khí.
Sau vụ tham nhũng chống lại công ty con Saipem, giám đốc tài chính của Eni Alessandro Bernini đã phải từ chức và giám đốc tài chính Massimo Mondazzi mới tiếp quản vào tháng 12 năm 2012.

## Tính bền vững
Eni đã được đưa vào Chỉ số Dow Jones bền vững Thế giới kể từ năm 2007.
Năm 2012 Eni được xác nhận về chỉ số FTSE4Good năm thứ sáu liên tiếp.
Trong năm 2012, Eni giảm phát thải CO2 phát sinh từ việc tăng 10% so với năm 2011.
Năm 2013, Eni đã được khẳng định trong Chỉ số Bền vững Dow Jones, và trong bản đánh giá nửa năm vào tháng 3 năm 2014, cũng nằm trong chỉ số bền vững FTSE4.
Năm 2013, Eni tiếp tục cam kết báo cáo tổng hợp, chuẩn bị Báo cáo thường niên 2013 theo các nguyên tắc và nội dung của khuôn khổ báo cáo tổng hợp (IR) do Hội đồng Báo cáo Quốc tế (IIRC) đưa ra.
Trong số Mạng Giải pháp Phát triển Bền vững của Liên Hợp Quốc (SDSN), vào năm 2013, Eni đã dẫn đầu Chiến dịch Năng lượng Cho Mọi người ở Tiểu vùng Sahara Châu Phi thông qua hợp tác quốc tế nhằm đưa ra các giải pháp để chống lại nghèo đói về năng lượng, đặc biệt ở Châu Phi Tiểu vùng Sahara.
Vào năm 2013 cam kết của Eni tiếp tục đảm bảo việc tiếp cận các cộng đồng địa phương về năng lượng, đặc biệt là ở Châu Phi vùng hạ Sahara.
Trong nửa đầu năm 2014 Eni đã đạt được sự khởi đầu của nhà máy hoá học xanh của Porto Torres và nhà máy sản xuất lọc sinh học ở Venice.